# Наполеонівська геральдика

Великий імператорський герб

Наполеонівська геральдика - геральдична система, створена внаслідок запровадження у Франції шляхетства указом Наполеона від 1 березня 1808. Саме з того час Імператор присвоює шляхті герби згідно правил геральдики.
Для сімей Старого Режиму адаптувалися старовинні шляхетські герби на новий лад (наприклад: Клод Амбруаз Реньє, Еммануель де Грочі), або отримували нові (наприклад: сім'я Камбакерес, сім'я Кларк, ін).
Після Ватерлоо та розпаду Імперії в гербах людей, титульованих імператором, залишаться лише кілька елементів.
Наполеонівські правила стосуються лише права носити той чи інший елемент відповідно до його чину чи функції, але жодним чином не ставлять під сумнів чисті правила геральдики. Старий режим також визначав правила, що обмежують права користування певними фігурами, такими як золота лілея на блакитному полі, зарезервована для роялістів.

## Щитовігербові фігури
До 1789 р. шляхетство родини, цивільну та військову владу володаря було переважно представлено у зовнішніх прикрасах щита; відтепер чини та функції будуть представлені на частинах поля всередині щита. 
|  | L'héraldique napoléonienne est d'inspiration antique et naturaliste. Les meubles se conforment à une certaine symbolique. Ce symbole est un fait d'armes, un rappel d'un commandement glorieux, un trait de caractère, une figure rappelant la campagne d'Égypte, une inspiration maçonnique. Mais, également, elle introduit une codification obligatoire, indiquant le titre et la fonction du titulaire. |

Наполеонівська геральдика має давнє та натуралістичне натхнення. Елементи відповідають певній символіці. Ці символи - військова звитяга, нагадування про славне лідерство, рису характеру, фігура, що нагадує про єгипетський похід, масонське натхнення. Але також вводиться обов'язкова кодифікація із зазначенням назви та функції власника.

## Зовнішні прикраси щита

### Коронки та шапки
Лише імператорська родина та суверенні князі мали можливість зобразити корону на своїх гербах, тоді як інші шапки приписувалися великим сановникам, герцогам, графам, баронам та лицарям імперії. 

Корона імператора Наполеона І.
Корона імператора Наполеона III.
Корона суверенних князів.
Шапка великих сановників

Шапка герцогів Імперії та Королівства Італії.
Шапка графів-сенаторів імперії та Королівства Італії.
Шапка Баронів Імперії та Королівства Італії.
Шапка шевальє Імперії та Королівства Італії.

### Великі сановники та маршалки Імперії
Зі створенням у 1805 р. шести Великих гідностей імперії (великий курфюрст, архіканцлер Імперії, архіканцлер держави, архітектори, констебль і гранд-адмірал) з'явилися відповідні зовнішні прикраси.
Гідність маршала Імперії залишила можливість одержувачеві показати два жезли блакитного кольору, усіяні золотими орлами.

## Титули імперії

### Князі
|  | Великий сановник На гербі: Великі сановники у гербі мають блакитну главу, що усіяна золотими бджолами. Зовнішні прикраси: Шість золотих шматків намету. Чорний оксамитовий ковпак, оторочений білкою, із золотою брошкою, що тримає сім срібних пір’їн. Синя мантія, що усіяна золотими бджолами, підбитий горностаєм, увінчаний блакитною шапочкою, оторочену горностаєм. |
|  | Суверенний князь На гербі: Суверенні князі додають до герба синю главу із золотим імператорським орлом на блискавці. Зовнішні прикраси: Шість золотих шматків намету. Синямантія, облямована золотом, облицьована горностаєм і увінчана золотою короною з блакитним капелюшком.                                                                                            |

### Герцоги імперії
|  | Герцог імперії На гербі: Герцоги додають червону главу, що усипана срібними зірками. Зовнішні прикраси: Шість золотих шматків намету. Чорний оксамитовий ковпак, обернутий горностаєм, із золотою брошкою увінчаний сімома пір’ям срібла. Синя мантія підбита білкою. |

### Графи Імперії
|  | Pour les Comtes et les Barons, cette codification figure dans un franc-quartier. En réalité le nom de {{citation}}: Порожнє посилання на джерело (довідка), qui normalement occupe le quart de la surface du blason, est ici impropre puisque ses dimensions doivent s'adapter à celles des figures afin de ne pas gêner la lecture. |

Для графів і баронів відміна з'являється у вигляді вільної частини. Насправді назва "Чвертьполе", яка зазвичай займає чверть поверхні герба, тут неправильна, оскільки його розміри повинні адаптуватися до розмірів фігур, щоб не заважати їх читати.
| Шаблон:Armoiries avec ornements communs | Граф імперії сенатор На гербі: кантон синього кольору із золотим дзеркалом ручку якого обвиває срібна змія. Зовнішні прикраси: чотири шматка намету (два золотих та два срібних). Чорний оксамитовий ковпак, згорнутий протигорностаєм, із брошкою із золотиста та срібла, що тримає п’ять срібними пір’їнами. Синя мантія підбита сріблом. |
| Шаблон:Armoiries avec ornements communs | Архієпископ На гербі: синій кантон із золотим лицарським хрестом. Зовнішні прикраси: архієпископська шапка, хрест у стовп. Чотири шматки намету (два золотих та два срібних). Чорний оксамитовий ковпак, згорнутий протогорностаєм, із брошкою із золота та срібла, що тримає п’ять срібних пір’їн.                                         |
| Шаблон:Armoiries avec ornements communs | Військовий граф На гербі: у синьому кантоні срібний меч із золотим руків'ям вістрям вгору. Зовнішні прикраси: Чорна оксамитова шапка, підбита протигорностаєм, із брошкою із золота та срібла, що тримає п’ять срібних пір’їн. |
| Шаблон:Armoiries avec ornements communs | Граф-міністр На гербі: у синьому кантоні золота голова лева у профіль. Зовнішні прикраси: Чорна оксамитова шапка, підбита протигорностаєм, із брошкою із золота та срібла, що тримає п’ять срібних пір’їн. |
| Шаблон:Armoiries avec ornements communs | Граф-державний радник На гербі: у кантоні золото-синя шахівниця. Зовнішні прикраси: Чорна оксамитова шапка, підбита протигорностаєм, із брошкою із золота та срібла, що тримає п’ять срібних пір’їн. |
| Шаблон:Armoiries avec ornements communs | Головуючий граф законодавчого органу На гербі: у синьому кантоні золоті скрижалі закону. Зовнішні прикраси: Чорна оксамитова шапка, підбита протигорностаєм, із брошкою із золота та срібла, що тримає п’ять срібних пір’їн. |
| Шаблон:Armoiries avec ornements communs | Офіцер графів дому імператора На гербі: у синьому кантоні відкритий портик із золотим фронтоном, що супроводжується золотими літерами DA (Domus Altissima). Зовнішні прикраси: Чорна оксамитова шапка, підбита протигорностаєм, із брошкою із золота та срібла, що тримає п’ять срібних пір’їн.                                             |
| Шаблон:Armoiries avec ornements communs | Офіцерський граф Будинку принців На гербі: у синьому кантоні відкритий портик із золотим фронтоном, що супроводжується золотими літерами DJ (Domus Julii) в середині. Зовнішні прикраси: Чорна оксамитова шапка, підбита протигорностаєм, із брошкою із золота та срібла, що тримає п’ять срібних пір’їн.                                   |
| Шаблон:Armoiries avec ornements communs | Міністр-граф екстер'єру На гербі: у синьому кантоні срібна голова лева у профіль. Зовнішні прикраси: Чорна оксамитова шапка, підбита протигорностаєм, із брошкою із золота та сріба, що тримає п’ять срібних пір’їн. |
| Шаблон:Armoiries avec ornements communs | Граф-префект На гербі: у синьому кантоні золота стіна з такою ж дубовою гілкою. Зовнішні прикраси: Чорна оксамитова шапка, підбита протигорностаєм, із брошкою із золота та срібла, що тримає п’ять срібних пір’їн. |
| Шаблон:Armoiries avec ornements communs | Граф-мер На гербі: у синьому кантоні золота стіна. Зовнішні прикраси: Чорна оксамитова шапка, підбита протигорностаєм, із брошкою із золота та срібла, що тримає п’ять срібних пір’їн. |
| Шаблон:Armoiries avec ornements communs | Граф-голова Колегії виборщиків На гербі: у синьому кантоні три золоті ромби в пояс. Зовнішні прикраси: Чорна оксамитова шапка, підбита протигорностаєм, із брошкою із золота та срібла, що тримає п’ять срібних пір’їн. |
| Шаблон:Armoiries avec ornements communs | Граф-член Колегії виборщиків На гербі: у синьому кантоні золота гілка дуба в пояс. Зовнішні прикраси: Чорна оксамитова шапка, підбита протигорностаєм, із брошкою із золота та срібла, що тримає п’ять срібних пір’їн. |
| Шаблон:Armoiries avec ornements communs | Графи Майна (Графи, що не належать до однієї із попередніх категорій) На гербі: у синьому кантоні золотий колос в стовп. Зовнішні прикраси: Чорна оксамитова шапка, підбита протигорностаєм, із брошкою із золота та сріба, що тримає п’ять срібних пір’їн.                                                                                 |

#### Графини Імперії
| Шаблон:Armoiries avec ornements communs | Графини, прикріплені до Імператорських будинків На гербі: у синьому щитку золотий відкритий портик з двома колонами і золотим фронтоном. Зовнішні прикраси: Дві золоті пальмові гілки, зав'язані блакитною стрічкою в бант. |
| Шаблон:Armoiries avec ornements communs | Графиня, військова вдова На гербі: у золотому щитку чорний меч вістрям донизу. Зовнішні прикраси: Дві золоті пальмові гілки, зав'язані блакитною стрічкою в бант.                                                           |
| Шаблон:Armoiries avec ornements communs | Інші графині На гербі: золотий щиток. Зовнішні прикраси: Дві золоті пальмові гілки, зав'язані блакитною стрічкою в бант. |

### Барони Імперії
| Шаблон:Armoiries avec ornements communs | Барон-Єпископ На гербі: у лівому червоному кантоні золотий херест. Зовнішні прикраси: єпископські шапка, жезл та хрест. Чотири срібних шматка немету. Чорна оксамитова шапка, підбита протибілковим хутром, із срібною брошкою та трьома срібними пір’їнами.                                                                      |
| Шаблон:Armoiries avec ornements communs | Військовий барон На гербі: у лівому червоному кантоні срібний меч вістрям вгору. Зовнішні прикраси: Чотири срібних шматка немету. Чорна оксамитова шапка, підбита протибілковим хутром, із срібною брошкою та трьома срібними пір’їнами.                                                                                          |
| Шаблон:Armoiries avec ornements communs | Барон-Міністр екстер'єру На гербі: у лівому червоному кантоні срібна голова лева у профіль. Зовнішні прикраси: Чотири срібних шматка немету. Чорна оксамитова шапка, підбита протибілковим хутром, із срібною брошкою та трьома срібними пір’їнами.                                                                               |
| Шаблон:Armoiries avec ornements communs | Барон-Юрисконсульт На гербі: У лівому кантоні червоно-золота шахівниця. Зовншні прикраси: Чотири срібних шматка немету. Чорна оксамитова шапка, підбита протибілковим хутром, із срібною брошкою та трьома срібними пір’їнами. |
| Шаблон:Armoiries avec ornements communs | Барон-офіцер Будинку імператора На гербі: у лівому червоному кантоні відкритий портик із срібним фронтоном, що супроводжується срібними літерами DA (Domus Altissima). Зовнішні прикраси: Чотири срібних шматка немету. Чорна оксамитова шапка, підбита протибілковим хутром, із срібною брошкою та трьома срібними пір’їнами.    |
| Шаблон:Armoiries avec ornements communs | Барон-офіцер Будинку принців На гербі: у лівому червоному кантоні відкритий портик зі срібним фронтоном, що супроводжується срібними літерами DJ (Domus Julii) в середині. Зовншні прикраси: Чотири срібних шматка немету. Чорна оксамитова шапка, підбита протибілковим хутром, із срібною брошкою та трьома срібними пір’їнами. |
| Шаблон:Armoiries avec ornements communs | Барон-префект На гербі: у лівому червоному кантоні срібна стіна з такою ж дубовою гілкою. Зовнішні прикраси: Чотири срібних шматка немету. Чорна оксамитова шапка, підбита протибілковим хутром, із срібною брошкою та трьома срібними пір’їнами.                                                                                 |
| Шаблон:Armoiries avec ornements communs | Барон-супрефект На гербі: у лівому червоному кантоні срібна стіна без зубців із такою ж оливковою гілкою. Зовнішні прикраси: Чотири срібних шматка немету. Чорна оксамитова шапка, підбита протибілковим хутром, із срібною брошкою та трьома срібними пір’їнами.                                                                 |
| Шаблон:Armoiries avec ornements communs | Барон-Мер На гербі: у лівому червоному кантоні срібна стіна. Зовнішні прикраси: Чотири срібних шматка немету. Чорна оксамитова шапка, підбита протибілковим хутром, із срібною брошкою та трьома срібними пір’їнами. |
| Шаблон:Armoiries avec ornements communs | Барон-президент або Генеральний прокурор Касаційного суду На гербі: у лівому червоному кантоні золоті терези. Зовнішні прикраси: Чотири срібних шматка немету. Чорна оксамитова шапка, підбита протибілковим хутром, із срібною брошкою та трьома срібними пір’їнами.                                                             |
| Шаблон:Armoiries avec ornements communs | Барон-радник Імператорського двору На гербі: у лівому червоному кантоні срібні терези. Зовнішні прикраси: Чотири срібних шматка немету. Чорна оксамитова шапка, підбита протибілковим хутром, із срібною брошкою та трьома срібними пір’їнами.                                                                                    |
| Шаблон:Armoiries avec ornements communs | Барон-президент чи генеральний прокурор Імператорського суду На гербі: у лівому червоному кантоні чорна шапка, що підбита горностаєм. Зовнішні прикраси: Чотири срібних шматка немету. Чорна оксамитова шапка, підбита протибілковим хутром, із срібною брошкою та трьома срібними пір’їнами.                                     |
| Шаблон:Armoiries avec ornements communs | Барон-офіцер охорони в армії На гербі: у лівому червоному кантоні срібний меч вістрям донизу в перев'яз вправо. Зовнішні прикраси: Чотири срібних шматка немету. Чорна оксамитова шапка, підбита протибілковим хутром, із срібною брошкою та трьома срібними пір’їнами.                                                           |
| Шаблон:Armoiries avec ornements communs | Барон-президент Колегії виборщиків На гербі: у лівому червоному кантоні три срібні ромби в пояс. Зовнішні прикраси: Чотири срібних шматка немету. Чорна оксамитова шапка, підбита протибілковим хутром, із срібною брошкою та трьома срібними пір’їнами.                                                                          |
| Шаблон:Armoiries avec ornements communs | Барон-член Колегії виборщиків На гербі: у лівому червоному кантоні срібна дубова гілка. Зовнішні прикраси: Чотири срібних шматка немету. Чорна оксамитова шапка, підбита протибілковим хутром, із срібною брошкою та трьома срібними пір’їнами.                                                                                   |
| Шаблон:Armoiries avec ornements communs | Барон закладів освіти На гербі: у лівому червоному кантоні срібна пальмова гілка. Зовнішні прикраси: Чотири срібних шматка немету. Чорна оксамитова шапка, підбита протибілковим хутром, із срібною брошкою та трьома срібними пір’їнами.                                                                                         |
| Шаблон:Armoiries avec ornements communs | Барони майна (Барони, що не належать до однієї із попередніх категорій) На гербі: у лівому червоному кантоні срібний колос в стовп. Зовнішні прикраси: Чотири срібних шматка немету. Чорна оксамитова шапка, підбита протибілковим хутром, із срібною брошкою та трьома срібними пір’їнами.                                       |

#### Баронеси імперії
| Шаблон:Armoiries avec ornements communs | Баронеси приєднані до Імператорських будинків На гербі: у червоному щитку відкритий портик з двома колонами і срібним фронтоном. Зовнішні прикраси: дві срібні пальмові гілки, зав'язані пурпуровою стрічкою в бант. |
| Шаблон:Armoiries avec ornements communs | Баронеси, військові вдови На гербі: у срібному щитку синій меч в стовп вістрям донизу. Зовнішні прикраси: дві срібні пальмові гілки, зав'язані пурпуровою стрічкою в бант.                                           |
| Шаблон:Armoiries avec ornements communs | Інші баронеси На гербі: Срібний щиток. Зовнішні прикраси: дві срібні пальмові гілки, зав'язані пурпуровою стрічкою в бант.                                                                                           |

### Лицарі імперії
| Лицар почесного легіону На гербі: червоний пояс обтяжений срібним зображенням хреста ордену Почесного легіону. Зовнішні прикраси: Капелюх, посох та хрест єпископа. Чотири гілки намету, чорний оксамитовий капелюх підбитий протибілячим хутром із срібною брошкою, що тримає три срібних пір’яїни. |
| Барон-офіцер Королівського дому На гербі: Кантон невідомий. Зовнішні прикраси: Чотири гілки намету, чорний оксамитовий капелюх підбитий протибілячим хутром із срібною брошкою, що тримає три срібних пір’яїни.                                                                                      |
| Префект-барон На гербі: Кантон невідомий. Зовнішні прикраси: Чотири гілки намету, чорний оксамитовий капелюх підбитий протибілячим хутром із срібною брошкою, що тримає три срібних пір’яїни. |
| Барон-мер На гербі: Кантон невідомий. Зовнішні прикраси: Чотири гілки намету, чорний оксамитовий капелюх підбитий протибілячим хутром із срібною брошкою, що тримає три срібних пір’яїни. |
| Барон-президент Касаційного суду На гербі: Кантон невідомий. Зовнішні прикраси: Чотири гілки намету, чорний оксамитовий капелюх підбитий протибілячим хутром із срібною брошкою, що тримає три срібних пір’яїни.                                                                                     |
| Барон-президент Апеляційного суду На гербі: Кантон невідомий. Зовнішні прикраси: ЧЧотири гілки намету, чорний оксамитовий капелюх підбитий протибілячим хутром із срібною брошкою, що тримає три срібних пір’яїни.                                                                                   |
| Барон державного управління На гербі: Кантон невідомий. Зовнішні прикраси: Чотири гілки намету, чорний оксамитовий капелюх підбитий протибілячим хутром із срібною брошкою, що тримає три срібних пір’яїни.                                                                                          |
| Барон-член виборчої колегії На гербі: Кантон невідомий. Зовнішні прикраси: Чотири гілки намету, чорний оксамитовий капелюх підбитий протибілячим хутром із срібною брошкою, що тримає три срібних пір’яїни.                                                                                          |

## Міста Першої імперії
| Шаблон:Armoiries avec ornements communs | Міста другого класу На гербі: у синьому кантоні золота літера N, над якою така ж п'ятикутна зірка. Зовнішні прикраси: настінна корона із п'ятьма вежами, за якою срібний кадуцей до якого підвішена навколо щита гірлянда з оливкової та дубової срібних гілок, з'єднаних синьою стрічкою. |
| Шаблон:Armoiries avec ornements communs | Міста другого класу На гербі: у червоному лівому кантоні срібна літера N, над якою така ж п'ятикутна зірка. Зовнішні прикраси: Корона зі снопів пшениці, навколо щита гірлянда з оливкової та дубової зелених гілок, з'єднаних червоною стрічкою.                                          |

## Королівство Італія (1805-1814)
Наявно мало інформації про геральдику шляхетства Королівства Італії (1805-1814). Однак відомі такі типи гербів:

#### Герцоги Королівства
| 165x165пкс | Герцог Королівства На гербі: червона глава, що обсипана срібними зірками. Зовнішні прикраси: Шість золотих шматків намету. Чорна оксамитова шапка, підбита горностаєм, із золотою брошкою, увінчана сімома срібними пір’їнами. Зелена мантія підбита хутром білки. |

#### Графи Королівства
| Шаблон:Armoiries avec ornements communs | Граф-сенатор На гербі: у зеленому кантоні золоте дзеркало, навколо ручки якого обвита срібна змія. Зовнішні прикраси : Чотири шматка намету (два золотих та два срібних). Чорна оксамитова шапка, підбита протигорностаєвим хутром, із брошкою із золотиа та срібла, увінчана п’ятьма срібними пір’їнами. Зелена мантія підбита сріблом,. |
| 180x180пкс                              | Граф-великий офіцер корони На гербі: у зеленому кантоні золота кроква, над якою п'ять зірок того ж кольору: 3 та 2. Зовнішні прикраси: Чотири шматка намету (два золотих та два срібних). Чорна оксамитова шапка, підбита протигорностаєвим хутром, із брошкою із золотиа та срібла, увінчана п’ятьма срібними пір’їнами. Зелена мантія підбита сріблом                                                                                      |
| Шаблон:Armoiries avec ornements communs | Граф-Архиєпископ Чвертьполеархієпископів невідома, проте, в Джованні Баттіста Капрара, архієпископа Мілана, є герб цього часу. На гербі: у зеленому кантоні золотий лицарський хрест. Зовнішні прикраси: Шапка та жезлархієпископа, хрест в стовп, палій. Чотири шматка намету (два золотих та два срібних). Чорна оксамитова шапка, підбита протигорностаєвим хутром, із брошкою із золотиа та срібла, увінчана п’ятьма срібними пір’їнами. |
| Шаблон:Armoiries avec ornements communs | Граф-міністр На гербі: у зеленому кантоні золота голова лева. Зовнішні прикраси: Чотири шматка намету (два золотих та два срібних). Чорна оксамитова шапка, підбита протигорностаєвим хутром, із брошкою із золотиа та срібла, увінчана п’ятьма срібними пір’їнами. |
| Шаблон:Armoiries avec ornements communs | Граф-радник На гербі: кантон невідомий. Зовнішні прикраси: Чотири шматка намету (два золотих та два срібних). Чорна оксамитова шапка, підбита протигорностаєвим хутром, із брошкою із золотиа та срібла, увінчана п’ятьма срібними пір’їнами |
| Шаблон:Armoiries avec ornements communs | Граф-член Колегії виборців На гербі: кантон невідомий. Зовнішні прикраси: Чотири шматка намету (два золотих та два срібних). Чорна оксамитова шапка, підбита протигорностаєвим хутром, із брошкою із золотиа та срібла, увінчана п’ятьма срібними пір’їнами |
| Шаблон:Armoiries avec ornements communs | Граф майна (графи, які не входять до однієї з попередніх категорій) На гербі: кантон невідомий. Зовнішні прикраси: Чотири шматка намету (два золотих та два срібних). Чорна оксамитова шапка, підбита протигорностаєвим хутром, із брошкою із золотиа та срібла, увінчана п’ятьма срібними пір’їнами. |

#### Барони королівства
| Шаблон:Armoiries avec ornements communs | Єпископ-барон На гербі: у кантоні золотий хрест. Зовнішні прикраси: Шапка, жезл та хрест єпископа. Чотири срібних шматка намету. Чорна оксамитова шапка, підбита протибілковим хутром, із срібною брошкою, увінчана трьома срібними пір’їнами.                |
| Шаблон:Armoiries avec ornements communs | Барон-офіцер Королівського дому На гербі: кантон невідомий. Зовнішні прикраси: Чотири срібних ламбрекена. Чотири срібних шматка намету. Чорна оксамитова шапка, підбита протибілковим хутром, із срібною брошкою, увінчана трьома срібними пір’їнами.         |
| Шаблон:Armoiries avec ornements communs | Префект-барон На гербі: кантон невідомий. Зовнішні прикраси: Чотири срібних ламбрекена. Чотири срібних шматка намету. Чорна оксамитова шапка, підбита протибілковим хутром, із срібною брошкою, увінчана трьома срібними пір’їнами.                           |
| Шаблон:Armoiries avec ornements communs | Барон-мер На гербі: кантон невідомий. Зовнішні прикраси: Чотири срібних ламбрекена. Чотири срібних шматка намету. Чорна оксамитова шапка, підбита протибілковим хутром, із срібною брошкою, увінчана трьома срібними пір’їнами.                               |
| Шаблон:Armoiries avec ornements communs | Барон-президент Касаційного суду На гербі: кантон невідомий. Зовнішні прикраси: Чотири срібних ламбрекена. Чотири срібних шматка намету. Чорна оксамитова шапка, підбита протибілковим хутром, із срібною брошкою, увінчана трьома срібними пір’їнами.        |
| Шаблон:Armoiries avec ornements communs | Барон-президент Апеляційного суду На гербі: кантон невідомий. Зовнішні прикраси: Чотири срібних ламбрекена. Чотири срібних шматка намету. Чорна оксамитова шапка, підбита протибілковим хутром, із срібною брошкою, увінчана трьома срібними пір’їнами.       |
| Шаблон:Armoiries avec ornements communs | Барон, зайнятий в державному управлінні На гербі: кантон невідомий. Зовнішні прикраси: Чотири срібних ламбрекена. Чотири срібних шматка намету. Чорна оксамитова шапка, підбита протибілковим хутром, із срібною брошкою, увінчана трьома срібними пір’їнами. |
| Шаблон:Armoiries avec ornements communs | Барон-член виборчої колегії На гербі: кантон невідомий. Зовнішні прикраси: Чотири срібних ламбрекена. Чотири срібних шматка намету. Чорна оксамитова шапка, підбита протибілковим хутром, із срібною брошкою, увінчана трьома срібними пір’їнами.             |

#### Лицарі Королівства
| Шаблон:Armoiries avec ornements communs | Лицарі ордена Залізної Корони На гербі : ... [Les Chevaliers] de la Couronne de Fer mettaient cette couronne d'argent sur une pièce de sinople . Зовнішні прикраси : Toque de velours noir, retroussée de sinople, avec porte-aigrette d'argent, et aigrette de même métal · . |

### Хороші міста королівства
| Шаблон:Armoiries avec ornements communs | Гарні міста королівства На гербі: Голова Верта, що відповідає за великої літери N, супроводжується трьома трояндами з шести погано впорядкованих листя, все золото, що з добрих міст Королівства. Зовнішні прикраси: настінна корона з семи золотими прорізами, що переважає зародженим природним орлом, тримаючи між теплицями кадуцей із золота, розміщений у фасції; все це супроводжувалося двома переплетеними гірляндами з оливкової та дубової однакових, розділених між двома сторонами та з'єднаних та звисаючими з кінчика. Хороші міста (buone città) були : Мілан, Венеція, Болонья, Брешія, Верона, Мантуя . |
| Шаблон:Armoiries avec ornements communs | Міста другого класу На гербі: Франк- квартьє або кантонський декстр Верт, заряджений срібним N, перетвореним зіркою. Зовнішні прикраси: Настінна корона з п’яти золотих кренелів для гребеня, підкріплена тим самим кадуцеєм, на якому підвішені два фестони, що служать ламбрекенам, один із декстером дуба, другий із сенестром оливкового дерева також із золота і приєдналися наприкінці. |